# Mentre dormi
Mentre dormi è un brano musicale di Max Gazzè, pubblicato come primo singolo estratto dall'album Quindi?, ed incluso nella colonna sonora del film Basilicata coast to coast del 2010, in cui il cantautore debutta anche come attore.

## Descrizione
Il brano scritto da Gazzé e Gimmi Santucci è stato reso disponibile per il download digitale e per l'airplay radiofonico a partire dal 19 marzo 2010.

## Video musicale
Il videoclip prodotto per Mentre dormi è stato girato il 25 febbraio 2010, ed è stato diretto da Rocco Papaleo, regista anche di Basilicata Coast to Coast. Il video utilizza alcune immagini del film, alternate ad altre inedite con protagonista Gazzé.
La fotografia del video è curata da Luca Silvagni, mentre il montaggio da Christian Lombardi.

## Curiosità
Il singolo ha vinto il Premio limone d'oro durante il Radionorba Battiti Live ad Altamura il 4 agosto 2013. Il premio è stato consegnato da Mingo.

## Tracce
Download Digitale
1. Mentre dormi – 4:06

## Classifiche
| Classifica (2010) | Posizione massima |
| ----------------- | ----------------- |
| Italia            | 25                |

## Premi e riconoscimenti
Il brano ha vinto un David di Donatello 2011 nella categoria miglior canzone originale e il Premio Lunezia 2011 Canzone al Cinema.